# L'ombrellino con cigno
L'ombrellino con cigno (Der Schirm mit dem Schwan) è un film muto del 1916 diretto da Carl Froelich.

## Produzione
Il film fu prodotto dalla Messter Film GmbH (Berlin).

## Distribuzione
Distribuito dalla Hansa Film Verleih con un visto di censura del 24 marzo, uscì nelle sale cinematografiche tedesche presentato in prima il 6 aprile 1916 alla Mozartsaal di Berlino.